# Citheronia meridionalis
Citheronia meridionalis är en fjärilsart som beskrevs av Eugène Louis Bouvier 1927. Citheronia meridionalis ingår i släktet Citheronia och familjen påfågelsspinnare. Inga underarter finns listade i Catalogue of Life.